# 1542.
◄ | 15. stoljeće | 16. stoljeće | 17. stoljeće | ►
◄ | 1510-ih | 1520-ih | 1530-ih | 1540-ih | 1550-ih | 1560-ih | 1570-ih | ►
◄◄ | ◄ | 1539. | 1540. | 1541. | 1542. | 1543. | 1544. | 1545. | ► | ►►
Arhitektura • Astronomija • Glazba • Kazalište • Kiparstvo • Knjige • Književnost • Kršćanstvo • Medicina • Politika • Pravo • Promet • Slikarstvo • Znanost

## Događaji
- Za hrvatskog bana je izabran Nikola Zrinski

## Rođenja
- 24. lipnja – Ivan od Križa – katolički svetac († 1591.)
- 4. listopada – Robert Bellarmino, talijanski kardinal i svetac († 1621.)
- 15. listopada – Akbar Veliki mogulski vladar († 1605.)
- 8. prosinca – Marija Stuart, kraljica Škota († 1587.)

## Smrti
- 13. veljače – Catherine Howard, peta žena Henryja VIII (* ca. 1523)
- veljača – Nikolaus Federmann, konkvistador
- 21. svibnja – Hernando de Soto, konkvistador
- 29. kolovoza – Cristóvao da Gama, ratnik (* ca. 1516)

## Vanjske poveznice
|  | Zajednički poslužitelj ima još gradiva o temi 1542. |